# Beulich
Beulich ist eine Ortsgemeinde im Rhein-Hunsrück-Kreis in Rheinland-Pfalz. Sie gehört der Verbandsgemeinde Hunsrück-Mittelrhein an.

## Geographie
Beulich liegt auf einem Höhenrücken zwischen dem Ehrbach- und Baybachtal im nordöstlichen Hunsrück. Der Ort liegt im Landschaftsschutzgebiet „Moselgebiet von Schweich bis Koblenz“.
Zu Beulich gehören auch die Wohnplätze Eckmühle, Haus Eichstiebel, Falkenhof, Grieshof, Neuwieserhöfe, Haus Reischauer und Schmausemühle.
Nachbargemeinden von Beulich sind die Stadt Boppard mit ihrem Ortsteil Oppenhausen im Nordosten sowie die Ortsgemeinden Mermuth im Osten, Gondershausen im Südosten, Beltheim im Süden, Dommershausen im Südwesten, Macken (bereits Landkreis Mayen-Koblenz) im Westen und Morshausen im Norden.

## Geschichte
Die erste Erwähnung des Ortsnamens war 1153, als „Arnolfus de Buleche“ als Zeuge in einer Urkunde genannt wurde. Die Kirche von „Buliche“ wurde im Jahr 1212 erstmals erwähnt.
Beulich war einer der Orte, die zum kurtrierischen Gallscheider Gericht gehörten. Daneben bestand eine grundherrliche Vogtei zu Beulich und Morshausen, die seit mindestens 1255 im Besitz der Herren Boos von Waldeck war. Diese Vogtei war ein Lehen und wurde 1347 von den Grafen von Sayn an Kurtrier verkauft. Im 15. Jahrhundert treten neben den Boos von Waldeck weitere Lehnsnehmer auf. Die Vogtei und das Gallscheider Gericht bestanden bis zum Ende des 18. Jahrhunderts.
Mit der Besetzung des Linken Rheinufers 1794 durch französische Revolutionstruppen wurde der Ort französisch, 1815 wurde er auf dem Wiener Kongress dem Königreich Preußen zugeordnet. Nach dem Ersten Weltkrieg zeitweise französisch besetzt und nach dem Zweiten Weltkrieg der französischen Besatzungszone zugeordnet, ist der Ort seit 1946 Teil des damals neu gebildeten Landes Rheinland-Pfalz.
Während einer organisierten Wanderung des Archäologievereins ARRATA am 16. September 2006 zur villa rustica am Roskerbach, wurde der Fund eines  Napoleonhuts auf der Höhe 330 westlich der Neuwieser Höfe gemeldet. Bei diesem Fund, der nicht gesichtet wurde, würde es sich um einen keltischen Reibstein handeln. Aufgrund dieser Fundmeldung fanden umfangreiche Prospektionen statt. Dabei entdeckte Marco Schaffranski (Mermuth) im Jahr 2006 ein vollständig erhaltenes Felsovalbeil aus devonischem Quarzit, das in das Jungneolithikum (ca. 4400 bis 2200 v. Chr.) datiert. Vergleichbare Funde sind auch aus Morshausen, Mermuth, Macken, Oberfell oder bspw. Bell bekannt.
Bevölkerungsentwicklung
Die Entwicklung der Einwohnerzahl der Gemeinde Beulich, die Werte von 1871 bis 1987 beruhen auf Volkszählungen:
| Jahr | Einwohner |
| ---- | --------- |
| 1815 | 378       |
| 1835 | 465       |
| 1871 | 482       |
| 1905 | 513       |
| 1939 | 453       |
| 1950 | 495       |
| 1961 | 436       |

| Jahr | Einwohner |
| ---- | --------- |
| 1970 | 439       |
| 1987 | 507       |
| 1997 | 519       |
| 2005 | 511       |
| 2011 | 489       |
| 2017 | 495       |
| 2023 | 479       |

## Politik

### Gemeinderat
Der Gemeinderat in Beulich besteht aus acht Ratsmitgliedern, die bei der Kommunalwahl am 9. Juni 2024 in einer Mehrheitswahl gewählt wurden, und dem ehrenamtlichen Ortsbürgermeister als Vorsitzendem.

### Bürgermeister
Sascha Kneip wurde am 11. Juli 2024 Ortsbürgermeister von Beulich. Da für die Direktwahl am 9. Juni 2024 kein Wahlvorschlag eingereicht wurde, oblag die Neuwahl des Bürgermeisters gemäß rheinland-pfälzischer Gemeindeordnung dem Rat. Dieser entschied sich auf seiner konstituierenden Sitzung für Sascha Kneip und wählte ihn für fünf Jahre zum Ortsbürgermeister.
Kneips Vorgänger als Ortsbürgermeister war Werner Kremer. Zuletzt bei der Direktwahl am 26. Mai 2019 war er mit einem Stimmenanteil von 74,28 % in seinem Amt bestätigt worden.

### Wappen
| Wappen von Beulich | Blasonierung: „In dem von fünf Zinnen geteilten Schild oben rechts in Silber ein schräglinkes grünes Eichenblatt, daneben links ein schwarzer Rost. Unten drei schräg rechts aneinander gereihte rautenförmige silberne Schnallen.“                                                              |
| Wappen von Beulich | Wappenbegründung: Die obere Schildhälfte mit dem Eichenblatt verweist auf den reichen Waldbestand der Gemeinde. Der schwarze Rost nimmt Bezug zum Kirchenpatron St. Laurentius. Die untere Schildhälfte bezieht sich auf die ehemalige Zugehörigkeit von Beulich zu den Herren Boos von Waldeck. |

## Sehenswürdigkeiten
Bemerkenswert ist das 1766 errichtete Gemeindehaus „Bagges“.

### Pfarrkirche
Die Pfarrkirche St. Laurentius und St. Apollonia wurde 1748 unter dem Baumeister Johann Neurohr an der Stelle eines älteren Vorgängerbaues errichtet. Der romanische Westturm aus dem 11. Jahrhundert wurde in den Jahren 1838/39 erhöht.
Im Inneren der Kirche befindet sich eine von den Gebrüdern Friedrich und Ernst Stumm gebaute Orgel aus dem Jahr 1853. Das mit mechanischer Traktur und Schleifladen ausgestattete Instrument verfügt über 20 Register auf zwei Manualen und Pedal. 1997 wurde es durch Förster & Nicolaus Orgelbau umfassend restauriert.
| I Hauptwerk C–g3 |                |    |
| 1.               | Principal      | 8′ |
| 2.               | Bordun         | 8′ |
| 3.               | Viola di Gamba | 8′ |
| 4.               | Octav          | 4′ |
| 5.               | Quint          | 3′ |
| 6.               | Flaut          | 4′ |
| 7.               | Octav          | 2′ |
| 8.               | Mixtur         | 1′ |
| 9.               | Trompete bass  | 8′ |
| 10.              | Trompete disc. | 8′ |

| II Positiv C–g3 |            |    |
| 11.             | Bordun     | 8′ |
| 12.             | Salicional | 8′ |
| 13.             | Flaut      | 4′ |
| 14.             | Octav      | 2′ |
| 15.             | Cimbal     | 1′ |
| 16.             | Krummhorn  | 8′ |

| Pedal C–c1 |              |     |
| 17.        | Subbaß       | 16′ |
| 18.        | Principalbaß | 8′  |
| 19.        | Violonbaß    | 8′  |
| 20.        | Posaunbaß    | 16′ |

- Koppeln: II/I, I/P, II/P

### Waldforum Roskerbach
Das Biotop Waldforum Roskerbach im Roskertal geht auf das ehemalige Waldschwimmbad Beulich zurück, das von einheimischen Bürgern angelegt und 1937 eröffnet wurde. 1986 wurde die Anlage renoviert, aufgrund Hygieneproblemen des Wassers jedoch 1991 geschlossen. Ende 2002 begann man mit der Renaturierung des Geländes, wobei die natürlichen Bachläufe wiederhergestellt und mehrere Informationsstationen errichtet wurden.

## Wirtschaft und Infrastruktur
Beulich liegt an der Landesstraße 206.